# AAA (công nghiệp trò chơi điện tử)
AAA (hay Triple-A) là một cách phân loại trò chơi điện tử không chính thức bao gồm những trò chơi được sản xuất và phân phối bởi các hãng phát hành vừa và lớn với chi phí phát triển và quảng bá cao. Giữa thập niên 2010, thuật ngữ "AAA+" bắt đầu được sử dụng để miêu tả các trò chơi AAA có khả năng mang lại doanh thu khác ngoài bản thân tiền mua trò chơi (tương tự như các trò chơi trực tuyến nhiều người chơi) bằng các hình thức phần mềm dạng dịch vụ (SaaS) như season pass hay bản mở rộng. Bên cạnh đó còn có thuật ngữ "III" (Triple-I) được dùng để miêu tả các trò chơi indie có quy mô sản xuất lớn.

## Lịch sử
Thuật ngữ "AAA" xuất hiện từ cuối thập niên 1990 khi các nhà phát triển bắt đầu sử dụng nó ở các hội nghị trò chơi điện tử tại Mỹ.
Một trong những trò chơi điện tử đầu tiên được sản xuất ở quy mô bom tấn (AAA) là Final Fantasy VII (1997) của Squaresoft, với tổng chi phí phát triển được ước tính là 40–45 triệu đô la Mỹ (tương đương 73–82 triệu đô la Mỹ ngày nay), khiến nó trở thành trò chơi điện tử đắt đỏ nhất từng được sản xuất lúc bấy giờ, với những yếu tố chưa từng có tiền lệ như các đoạn cutscene sử dụng CGI,  phần âm nhạc sử dụng dàn nhạc giao hưởng, cũng như sự kết hợp đột phá giữa lối chơi và góc máy quay linh hoạt mang tính điện ảnh. Trò chơi cũng có một chiến dịch quảng bá đắt đỏ chưa từng có; tổng chi phí sản xuất và quảng bá được ước tính là lên đến 80–145 triệu đô la Mỹ (tương đương 146–264 triệu đô la Mỹ ngày nay). Chí phí sản xuất của Final Fantasy VII sau đó bị vượt qua bởi Shenmue (1999) của Sega AM2 ở mức 47–70 triệu đô la Mỹ (tương đương 83–123 triệu đô la Mỹ ngày nay).
Đến thế hệ máy chơi game console thứ bảy (cuối thập niên 2000), việc phát triển một trò chơi AAA cho Xbox 360 hay PlayStation 3 thường tiêu tốn từ 15 đến 20 triệu đô la Mỹ đối với một trò chơi hoàn toàn mới, trong khi đó một số phần tiếp theo có chi phí còn cao hơn – chẳng hạn, ước tính Halo 3 có chi phí phát triển là 30 triệu đô la Mỹ và chi phí quảng bá là 40 triệu đô la Mỹ. Theo một sách trắng được xuất bản cho EA games (Dice Europe), trong thế hệ thứ bảy, số lượng nhà phát triển các trò chơi AAA đã có sự giảm đi, được ước tính là từ 125 xuống còn 25, nhưng đồng thời quy mô nhân lực cần thiết lại tăng lên gấp bốn lần một cách tương đương.
Trong thế hệ thứ bảy, các trò chơi AAA được quảng bá trên quy mô tương tự như các bộ phim điện ảnh bom tấn trên các kênh truyền hình, biển quảng cáo và báo chí. Cũng giống như phim điện ảnh, các trò chơi AAA ngày càng dựa vào các phần tiếp theo, phiên bản làm lại và việc nhượng quyền sở hữu trí tuệ để hạn chế rủi ro. Ở cuối thế hệ thứ bảy, chi phí cho một trò chơi AAA lên đến hàng trăm triệu đô la Mỹ – Grand Theft Auto V được ước tính là đã tiêu tốn 265 triệu đô la Mỹ. Điều này cũng đã thúc đẩy sự phát triển của các trò chơi indie mà ở đó chi phí thấp cho phép nhà phát triển đổi mới và chấp nhận rủi ro.
Trong giai đoạn chuyển tiếp từ thế hệ máy chơi game console thứ bảy sang thế hệ thứ tám, một số người lo ngại chi phí phát triển các trò chơi AAA đang là một mối đe dọa với sự ổn định của ngành. Việc chỉ một trò chơi không thể hòa vốn có khả năng khiến studio phá sản – Radical Entertainment đã bị công ty mẹ Activision đóng cửa mặc dù trò chơi của công ty bán được xấp xỉ 1 triệu bản trên hệ máy console trong thời gian ngắn sau được phát hành. Giám đốc trò chơi của Ubisoft Alex Hutchinson cho rằng mô hình nhượng quyền AAA có khả năng sẽ gây tác hại vì nó sẽ sản sinh ra những sản phẩm chỉ được thử nghiệm qua phỏng vấn nhóm nhằm tối đa hóa lợi nhuận, hoặc sẽ ngày càng thúc đẩy việc đầu tư vào đồ họa mà hi sinh chiều sâu và lối chơi.
Thế hệ máy chơi game console thứ tám (PlayStation 4, Xbox One, Wii U) tiếp tục chứng kiến sự gia tăng hơn nữa về chi phí và nhân lực – tại Ubisoft, việc phát triển một trò chơi AAA có thế giới mở cần đến 400 tới 600 người ở nhiều địa điểm và quốc gia. Phát triển trò chơi AAA được xem là một môi trường có đặc biệt nhiều áp lực công việc gây ảnh hưởng tiêu cực đến các nhân viên.

## Thuật ngữ liên quan

### AAA+
Nhìn chung, thuật ngữ "AAA+" (hay Triple-A-Plus) được dùng để chỉ bộ phận các trò chơi AAA có doanh số hoặc quy mô sản xuất lớn nhất. Tuy nhiên nó còn có ít nhất hai định nghĩa khác cụ thể hơn.
Theo định nghĩa thứ nhất, "AAA+" miêu tả các trò chơi AAA có những cách thu lợi nhuận khác ngoài bản thân giá bán của trò chơi. Mong muốn tối đa hóa lợi nhuận đã khiến các hãng phát hành tìm kiếm những mô hình doanh thu thay thế, trong đó người chơi tiếp tục đóng góp nguồn thu sau khi đã mua trò chơi thông qua việc định giá cao cấp, các DLC, online pass hay các hình thức trả phí định kỳ khác. Giữa thập niên 2010, các hãng phát hành lớn bắt đầu tập trung vào những trò chơi được thiết kế để có "cái đuôi dài" trong việc thu lợi nhuận từ mỗi khách hàng (tương tự như mô hình lợi nhuận của các trò chơi trực tuyến nhiều người chơi) – bao gồm những trò chơi có bản mở rộng hay season pass như Destiny, Battlefield hay dòng trò chơi Call of Duty; và những trò chơi thu lợi nhuận từ việc bán các vật phẩm trong trò chơi như Overwatch hay League of Legends. Những trò chơi như thế đôi khi được miêu tả là "AAA+". Năm 2016, Gameindustry.biz định nghĩa các trò chơi AAA+ là những sản phẩm "kết hợp quy mô sản xuất và thẩm mỹ AAA với nguyên lý phần mềm dạng dịch vụ (SaaS) để khiến người chơi hứng thú trong nhiều tháng hay thậm chí là nhiều năm".

### III
"III" (hay Triple-I) được dùng để miêu tả các trò chơi indie có chi phí sản xuất, quy mô và tầm vóc tương đối lớn so với phân khúc của mình; đội ngũ phát triển thường bao gồm những nhân viên có kinh nghiệm sản xuất các trò chơi AAA đúng nghĩa. Ví dụ về các trò chơi III bao gồm Ancestors: The Humankind Odyssey, Hellblade: Senua's Sacrifice và The Witness.

### AAAA
Bắt đầu từ năm 2020 khi PS5 và Xbox Series X chuẩn bị ra mắt, đã có hai studio bắt đầu sử dụng thuật ngữ AAAA (hay Quadruple-A) để miêu tả một số trò chơi đang trong quá trình phát triển. The Initiative, một studio của Microsoft, đang phát triển trò chơi đầu tiên của họ dành cho Xbox và tự miêu tả nó là một trò chơi AAAA, còn Ubisoft thì đã công bố rằng Beyond Good and Evil 2 và Skull & Bones sẽ là các trò chơi AAAA. Mặc dù vậy, vẫn chưa có cách định nghĩa nào của AAAA được công nhận rộng rãi. Olivia Harris của ScreenRant bình luận vào tháng 9 năm 2020 rằng "thuật ngữ AAAA đã trôi nổi trên mạng nhiều tháng nay nhưng nó vẫn chưa được ngành công nghiệp trò chơi sử dụng rộng rãi," và nói thêm rằng "thậm chí AAAA nghĩa là gì vẫn còn chưa rõ ràng do chưa có trò chơi nào vượt quá quy mô AAA. Khi thế hệ máy chơi game console tiếp theo được ra mắt vào cuối năm nay, có thể những công nghệ mới sẽ mang đến một làn sóng các trò chơi vượt ra khỏi tiêu chuẩn hiện tại của ngành, hoặc cũng có thể AAAA chỉ là một từ khóa mang tính thổi phồng bản thân được tạo ra để giúp các trò chơi nổi bật hơn trong một lĩnh vực có sự cạnh tranh khốc liệt."